# Klaus Toyka
Klaus Viktor Toyka (* 15. April 1945 in Biberach an der Riß) ist ein deutscher Neurologe und Hochschullehrer.

## Leben
Klaus Toyka studierte in München Medizin, wo er 1970 das Staatsexamen ablegte und über hormonale Diagnostik kindlicher Endokrinopathien promovierte.
An der von Hauner’sche Kinderklinik der Ludwig-Maximilians-Universität München war er daraufhin bis 1974 als Wissenschaftlicher Mitarbeiter und Stipendiat der Deutschen Forschungsgemeinschaft (DFG) für Neuropädiatrie tätig. 1974 wechselte er mit Förderung der DFG und der Muscular Dystrophy Association and Research Fellow an die Johns Hopkins University in Baltimore (USA). Dort arbeitete er in einem Mausmodell an der Autoimmunpathogenese der Myasthenia gravis und wurde in Neuroimmunologie und neuromuskulären Erkrankungen weitergebildet.
Nach seiner Rückkehr nach Deutschland schloss er seine Ausbildung an der Technischen Universität München zum Neurologen ab und habilitierte 1978 über seine Myasthenie-Experimente.
Im Jahr darauf wurde er von der Universität Düsseldorf zum Professor berufen und baute dort den Schwerpunkt Neuroimmunologie und neuromuskuläre Krankheiten auf.
1989 wechselte er auf den Lehrstuhl für Neurologie an die Universität Würzburg. Verbunden mit seiner Einstellung war der Neuaufbau der ehemals Klinischen Forschungsgruppe für Multiple Sklerose der Max-Planck-Gesellschaft und später der Klinischen Forschergruppe Neuroregeneration der DFG. Seit 2000 wurde hier mit Unterstützung der Schilling-Stiftung ein Lehrstuhl eingerichtet.
Der Schwerpunkt seiner Forschung liegt in der Erforschung von Krankheitsmodellen neuroimmunologischer und degenerativer Erkrankungen an Mäusen und Ratten, in Verbindung mit Fragen der humoralen und zellvermittelten Immunpathogenese und der Entwicklung neuer, meist molekularer Therapiestrategien. Diese Forschungsergebnisse sind Basis für Therapieforschungen am Menschen. Zu seinen wichtigsten Erkenntnissen zählen die pathogene Bedeutung von Autoantikörpern bei Myasthenie, mehrere Formen der Polyneuritis, der Multiplen Sklerosen, paraneoplastischen Erkrankungen und deren Therapie sowie die Mechanismen der Läsionsentstehung dieser Erkrankungen.
Toyka war Dekan der Medizinischen Fakultät der Julius-Maximilians-Universität Würzburg und ist Mitgründer des neurowissenschaftlichen DFG-Sonderforschungsbereiches 200 und Vorsitzender des Ärztlichen Beirats der Deutschen Multiple Sklerose Gesellschaft Bundesverband e. V.
Für seine Verdienste um die medizinische Forschung wurde er am 28. September 2005 in die Deutsche Akademie der Naturforscher Leopoldina aufgenommen. Im selben Jahr wurde ihm aufgrund seines Engagements für MS-Betroffene der AMSEL-Förderkreis Ursula Späth-Preis verliehen. Im Juli 2010 wurde er mit dem Verdienstkreuz am Bande der Bundesrepublik Deutschland ausgezeichnet.
Toyka nimmt auch eine Reihe von Ehrenämtern wahr. Sein nebenberufliches Engagement gilt besonders der klassischen Musik. Er war Vorsitzender der Musikalischen Akademie Würzburg e. V. und veranstaltete und finanzierte mit seiner Frau zur Nachwuchsförderung junger Musiker zwischen 1990 und 2010 über 250 Kammerkonzerte in Würzburg. Zur  Nachwuchsförderung stellt er auch Instrumente aus seinem Besitz zur Verfügung. Er selbst wurde vor allem an der Geige in Dortmund bei P. Klöcker ausgebildet und gibt Kammerkonzerte, schwerpunktmäßig in seiner Heimatregion.
Toyka ist mit Regine Toyka-Blum verheiratet.